# جواد علیزاده
جواد علیزاده مقدم (زادهٔ ۱۳۳۱) کارتونیست و کاریکاتوریست ایرانی است. او دارای مدرک کارشناسی زبان انگلیسی از مدرسه عالی ترجمه است و از سال ۱۳۶۹ تاکنون مدیرمسئول، صاحب امتیاز و سردبیر مجله طنز و کاریکاتور بوده‌است.

## زندگی
علیزاده زادهٔ ۱۳۳۱ در اردبیل است. او در ۱۳۳۷ به همراه خانواده از زادگاهش دشت مغان اردبیل به تهران مهاجرت کرد. او در دبستان شهپرست (هوشمند) به مدیریت زوج هنری و فرهنگی آن زمان خانم شهپرست و آقای قاسملو که از مشوقان اولیهٔ او بودند، تحصیل کرد. او ادامهٔ تحصیلاتش را در دبیرستان خوارزمی در خیابان دماوند گذراند و در ۱۳۵۴، فارغ‌التحصیل رشته مترجمی زبان انگلیسی از مدرسه عالی ترجمه شد.
او کشیدن کاریکاتور را از سال ۱۳۵۰ در مجله کاریکاتور به مدیریت محسن دولو ملقب به پدر کاریکاتور ایران شروع کرد و تا سال ۱۳۵۷ در آنجا فعالیت می‌کرد. در ایام انقلاب، طی سال‌های ۱۳۵۶ تا ۱۳۶۰، کاریکاتوریست سیاسی روزنامه کیهان بود. جواد این روزنامه را در سال ۶۰ ترک کرد. پس از آن تا سال ۱۳۶۹ با نشریات بهلول، فانوس، نمکدون، مشغولیات، فکاهیون و روزنامه ابرار همکاری کرد. در مجلهٔ «بهلول» امضای وی پای کاریکاتورها، «مقدم» بود.

## برنده جایزه عالی کاریکاتور سیاسی سازمان ملل
هر سال مسابقه کاریکاتور سازمان ملل از سوی انجمن روزنامه نگاران سازمان ملل، باعنوان «جایزه‌ای برای کارتون سیاسی» برگزار می‌شود که علیزاده در سال ۲۰۱۱ از ایران با سوژه‌ای در مورد گرانی بنزین توانست جایزه عالی و نشان لیاقت سازمان ملل و تقدیر نامه‌ای از بان کی مون را به دست بیاورد.در سال ۲۰۱۷ او دومین نشان لیاقت انجمن روزنامه نگاران سازمان ملل را با سوژه‌ای دربارهٔ فقر و دستفروشی، از آن خود کرد.

## طنز چهاربعدی
جواد علیزاده مبتکر نوع متفاوت و غیرمتعارفی از طنز علمی و فلسفی، تلفیق علم فیزیک با طنز، شوخی با بعد چهارم (زمان)، شوخی با فرضیه نسبیت اینشتین و فرمول E=mc2 است. لینک سایت طنز چهار بعدی علیزاده در سال ۲۰۰۵ در سایت تخصصی انجمن فیزیک اروپا معرفی شده و سایت انجمن فیزیک ذره‌ای جهان (CERN) کارگاهی آموزشی دربارهٔ فیزیک را با نمایش یکی از کارهای اینشتینی علیزاده (پارادوکس دوقلوها) در سال ۲۰۰۹ برگزار کرده‌است.

## کاریکاتور

### جوایز
جواد علیزاده تاکنون ۳ جایزهٔ داخلی و حدود ۳۰ جایزهٔ بین‌المللی را نصیب خود کرده‌است که برخی از مهم‌ترین جوایز او عبارتند از:
- مقام اول کاریکاتور چهره در جشنواره آنگلت فرانسه ۱۳۶۹
- جشنواره تولنتینو ایتالیا: ۳ بار در سال‌های ۱۳۷۰-۱۳۷۲-۱۳۷۴
- مدال نخل نقره‌ای بوردیگرا ایتالیا ۱۳۷۵
- مقام اول جشنواره کاریکاتور کودک آنکارا ۱۳۸۶
- نشان لیاقت سازمان ملل ۱۳۹۰ و ۱۳۹۶
- جایزه اول فستیوال آیدین دوغان ترکیه ۲۰۱۲/ ۱۳۹۱
- جایزه اول فستیوال گالاراته ایتالیا ۱۳۹۸

### داوری‌ها
- جشنواره کارتون اسکوپیه ـ مقدونیه حضوری ۱۳۶۵ / مجازی ۱۳۹۵
- جشنواره کارتون آنگلت ـ فرانسه ۱۳۷۰
- جشنواره کارتون دوبی ـ امارات ۱۳۸۱
- جشنواره کارتون مانیسا ـ ازمیر ترکیه ۱۳۸۷
- دو سالانه‌های بین‌المللی کارتون تهران در سال‌های ۷۲-۷۴-۷۶-۸۴-۸۶ و …
- اولین جشنواره بین‌المللی کاریکاتور روز جهانی قدس - ایران ۱۳۹۳
- جشنواره تجسمی جوانان کشور بخش کاریکاتور در سالهای ۷۴-۸۳-۸۵-۸۸-۸۹-۹۰
- جشنواره کاریکاتور جامعه ایمن مشهد ۱۳۹۷[۴][۵]
- جشنواره ملی کاریکاتور اراک / شهر من۱۳۹۷
- جشنواره کارتون بجنورد ۱۳۹۶

## نگارخانه
- برنده جایزه آیدین دوگان
- ایران باستان
- ساموئل بکت
- خودکشی سوررئال
- قلم
- اقیانوس اندوه
- شوخی با فرمول انیشتین
- هدایت
- فرزند طلاق
- تغییر شکل مستربین
- ژست موبایل